# دیبوردیو (کارولینای جنوبی)
دیبوردیو (به انگلیسی: DeBordieu) یک منطقهٔ مسکونی در ایالات متحده آمریکا است که در کارولینای جنوبی واقع شده‌است.